# Mario Marino Guadalupi
Mario Marino Guadalupi (Taranto, 10 gennaio 1918 – Roma, 16 gennaio 1989) è stato un politico italiano, membro della Camera dei deputati per sei legislature. È stato sottosegretario di stato in numerosi governi fra il 1963 e il 1972.

## Biografia
Il padre Vincenzo era Colonnello Medico della Regia Marina Militare. Proprio all’inizio della Seconda guerra mondiale, Mario Marino si laurea in giurisprudenza all’Università di Modena il 21 giugno 1940, dopo il primo biennio di studi all’Accademia Navale per seguire la tradizione militare di famiglia.
Dopo i tragici eventi dell’8 settembre 1943, si arruola come volontario nella Marina Militare. Come Ufficiale di complemento di Stato Maggiore viene imbarcato su una corvetta. Al termine di un’azione di combattimento, ottiene l’onorificenza della Croce di Guerra al valor militare.
Terminata la Guerra, nel 1945, inizia la sua attività professionale di avvocato penalista, dopo aver svolto la pratica professionale nello studio di Adone Zoli (che poi diventerà Primo Ministro per la DC nel 1957-58). Nel campo professionale dell’avvocatura, Mario Marino arriverà ad essere cassazionista nel 1960.
L’attività politica inizia con la sua iscrizione ai gruppi di Solidarietà Democratica, dove difende diverse categorie del mondo del lavoro. Dapprima su posizioni liberali (di cui è il rappresentante nel CLN di Brindisi), nel 1944 si iscrive al PSIUP. Si occupa di lotte agrarie, coniugando i principi di libertà con la giustizia sociale, sempre a difesa del mondo del lavoro. La sua attività politica lo vedrà poi sempre nelle file del PSI.
Nel marzo 1946, a 27 anni, viene eletto nel Consiglio Comunale di Brindisi. Rimane consigliere comunale fino al 1951, per poi essere nominato assessore fino al 1956, e successivamente capogruppo del PSI cittadino fino al 1975.
Nel PSI locale ricopre anche la carica di Segretario provinciale della Federazione di Brindisi.
A 30 anni viene eletto alla Camera dei Deputati fin dalla prima legislatura repubblicana (8 maggio 1948 – 4 aprile 1953). Verrà sempre riconfermato fino alla VI legislatura, giunta al termine nel 1976.
La Camera lo elegge subito alla Segreteria di Presidenza e alla Commissione Difesa. Verrà successivamente riconfermato negli incarichi alla seconda e terza legislatura. Questa esperienza gli permette di entrare in contatto con i grandi politici di quel momento storico: Nenni, Basso, Lombardi, Lussu, De Gasperi, Gronchi, Togliatti, La Malfa etc.
Durante la prima legislatura, interviene alla Camera su 32 disegni di legge, 7 interpellanze e presenta decine di interrogazioni.
Nella Commissione Difesa della Camera partecipa a numerose sedute storiche per il Paese. Si ricordano i suoi interventi del 6 febbraio 1950 (Patto Atlantico), 25 luglio 1950 (sul caso del bandito Giuliano), 8 maggio 1952 (provvedimenti a sostegno dell’economia del Mezzogiorno). 
Durante le terza legislatura, interviene alla Camera su temi della Difesa, Euratom, aviazione civile, riduzione ferma militare, ruoli del personale della Difesa etc. 
Mario Marino Guadalupi è sempre molto attivo nella vita del Partito Socialista Italiano, svolgendo un ruolo importante in numerosi Congressi nazionali: Torino (1955), Venezia (1957), Napoli (1959),  Roma (1961) e Genova (1972), 
All’interno del PSI, si allinea alla corrente favorevole alla programmazione delle riforme ed all’autonomismo (Pietro Nenni). In tutti i Congressi viene sempre eletto nel Comitato Centrale del Partito.
La sua esperienza governativa inizia con il primo governo di centro-sinistra, presieduto da Aldo Moro, (4 dicembre 1962 – 22 luglio 1963), dove entra come Sottosegretario alla Difesa. Verrà poi riconfermato nello stesso incarico nel governo successivo (22 luglio 1964-24 giugno 1968) e poi nel primo e terzo governo Rumor ed infine nell’estate 1970 nel Governo Colombo. L’esperienza di governo termina nel gennaio 1972, con la caduta del Governo Colombo. 
A marzo 1974 ottiene la Presidenza della Commissione Difesa della Camera. Si batte per favorire Forze Armate costituite su base nazionale ma non professionali, sempre aperte ad un processo di democratizzazione e di riduzione della durata della leva. Rimane alla presidenza della Commissione Difesa fino al 1976, al termine della VI legislatura.
Nel 1977, viene nominato al Consiglio di Stato, componente della Sezione Giurisdizionale (VI) e successivamente, nel 1979, nella Sezione Consultiva (III).
Anche negli ultimi anni della sua vita, mantiene alta la passione politica e la fede nel PSI, dove viene nominato nella Commissione Centrale di Controllo del PSI nel 1978-79 e poi al Congresso di Palermo (1981) rieletto al Comitato Centrale del Partito.
Conclude la sua intensa vita professionale e politica nella sua casa di Roma il 16 gennaio 1989, all’età di 71 anni.

## Uffici di governo
- Governo Moro I: Sottosegretario alla Difesa dall'8 dicembre 1963 al 22 luglio 1964
- Governo Moro II: Sottosegretario alla Difesa dal 25 luglio 1964 al 23 febbraio 1966
- Governo Moro III: Sottosegretario alla Difesa dal 26 febbraio 1966 al 24 giugno 1968
- Governo Rumor I: Sottosegretario alla Difesa dal 14 dicembre 1968 al 5 agosto 1969
- Governo Rumor III: Sottosegretario alla Difesa dal 2 aprile 1970 al 6 agosto 1970
- Governo Colombo: Sottosegretario alla Difesa dal 7 agosto 1970 al 17 febbraio 1972